# Safwa (Arabia Saudyjska)
Safwa (arab. صفوى) – miasto we wschodniej Arabii Saudyjskiej, w Prowincji Wschodniej. Według spisu ludności na rok 2010 liczyło 50 447 mieszkańców.